# Lugasi (stato)
Lo Stato di Lugasi (detto anche Lughasi) fu uno stato principesco del subcontinente indiano, avente per capitale la città di Lugasi.

## Geografia
Lo stato di Lughasi era un piccolo territorio circondato a nord dalle province britanniche di Agra e Oudh e per il resto dallo stato di Chhatarpur.

## Storia
La dinastia dei rajput Bundela governò per secoli le terre di Lughasi. Salim Singh, figlio adottivo di Hirde Shah di Panna, fu il fondatore del principato. Dhiraj Singh, suo figlio, ricevette un sanad dalla Compagnia britannica delle Indie orientali nel 1808 che gli riconobbe il possesso effettivo ed indipendente di cinque villaggi nella regione. Durante i moti indiani del 1857, lo stato di Lugasi si schierò a fianco degli inglesi, ottenendone in cambio ulteriori territori ed una rendita annua per lo stato.
Lugasi entrò a far parte dell'Unione Indiana nel 1947.

## Governanti
I governanti dello stato di Jaora avevano il titolo di diwan.